# Pseudogobiopsis paludosus
Pseudogobiopsis paludosus is een straalvinnige vissensoort uit de familie van de grondels (Gobiidae). De wetenschappelijke naam van de soort is voor het eerst geldig gepubliceerd in 1940 door Herre.